# دمدایک استیر
دمدایک استیر (به انگلیسی: Demdike Stare) یک گروه موسیقی دارک امبینت و الکترونیک انگلیسی است که توسط دی‌جی شان کنتی و تهیه‌کننده مایلز ویتاکر تشکیل شده است. این پروژه در سال ۲۰۰۹ طراحی شد و در منچستر قرار دارد.

## تاریخچه
دمدایک استیر در سال ۲۰۰۹ توسط شان کنتی و مایلز ویتاکر که هر دو در صحنه موسیقی منچستر به خوبی تثبیت شده بودند، تشکیل شد. ویتاکر همچنین به‌خاطر کارش در پندل کاون و تحت پروژه‌های انفرادی‌اش همچون ام‌ال‌زد، دختر انقلاب صنعتی، سوم کوییکه و مایلز شناخته می‌شود. کنتی یک دی‌جی معتبر است و همچنین به دلیل همکاری با فایندرز کیپرز، یک پخش‌کننده آرشیوی مستقر در منچستر و لندن، شناخته شده است. میکس‌تیپ‌های آنها و آلبوم‌های آن‌ها تأثیرات متنوعی از جاز گرفته تا موسیقی تولیدی و صنعتی را در خود جای داده است. آنها به طور پیوسته صدا و تنظیمات خود را در طول پروژه تغییر داده‌اند. 